# 泽当水柏枝
泽当水柏枝（学名：Myricaria elegans var. tsetangensis）为柽柳科水柏枝属下的一个变种。

## 扩展阅读
- 維基物種上的相關：泽当水柏枝